# Jorge Robledo Ortiz
Jorge Robledo Ortiz (Santa Fe de Antioquia, 30 de septiembre de 1917- Medellín, 22 de agosto de 1990), fue un poeta y periodista colombiano. 

## Biografía
Inició estudios de ingeniería, y más tarde  de periodismo y letras en España. Sirvió en el Cuerpo Diplomático colombiano como Embajador en Nicaragua, y ejerció diversos cargos públicos en los ministerios de Educación y Relaciones Exteriores. Ejerció el periodismo en rotativos de Cali, Medellín y Bogotá. Poseía numerosas condecoraciones otorgadas por instituciones cívicas y culturales, tanto nacionales como extranjeras.
Hombre cristiano, de educación jesuítica, fue laureado como "poeta mariano" con solemne ceremonia en la catedral Metropolitana de Antioquia.
Ganó numerosos certámenes. Presidió numerosas justas poéticas y juegos florales. Correspondía a la vieja imagen decimonónica del rapsoda popular, declamando en audiciones de radio y grabando en disco sus propios poemas. Su poesía emotiva, pero sin exceso de artificio retórico, afín a la de otros poetas de su tiempo, como Gregorio Gutiérrez González y Epifanio Mejía, gozaba de excelente acogida pública. Se distingue por la exaltación a su  región antioqueña,  sus gentes y tradiciones; por la repulsa a la crueldad y el despotismo. Ello le valió el honorífico apelativo de "Poeta de la raza." Posee también abundante creación poética de tono intimista y sentimental. El volumen Barrio de Arriería  presenta una antología de sus mejores poemas. 
Fue, además, autor de la letra del himno del departamento del Quindío, ubicado en la región andina colombiana. También compuso el himno del municipio de Alejandría, en Antioquia. Uno de los himnos más bonitos y sonoros del departamento.

## Obra
Sus libros de versos: Dinastía (1952); Barro de arriería —antología— (1964); Poemas (1961); Poesías completas (1971); Con agua del tinajero (1975); Poemas (1984); Cuento de mar y otros poemas (1980); La niña María (1984); Mi antología (1984) y Poemas (1990).
Algunas de sus más populares poesías son "Egoísmo de amor", "Espera", "Maternidad", y  "Siquiera se murieron los abuelos" . 
Sus poemas se pueden escuchar en el sitio web "A  media voz".
- Datos: Q5935924